# Bhuranaki, Khanapur
Bhuranaki là một làng thuộc tehsil Khanapur, huyện Belgaum, bang Karnataka, Ấn Độ.